# Gurostwo (Kościan)
Gurostwo  – część miasta Kościana, położona na południe od kościańskiej starówki, w rejonie ulicy Granicznej. Od wschodu graniczy ze wsią Gurostwo. 
Do 1954 była to część wsi Gurostwo, którą związku z reformą administracyjną kraju jesienią 1954 włączono do Kościana.